# 中国吹田インターチェンジ

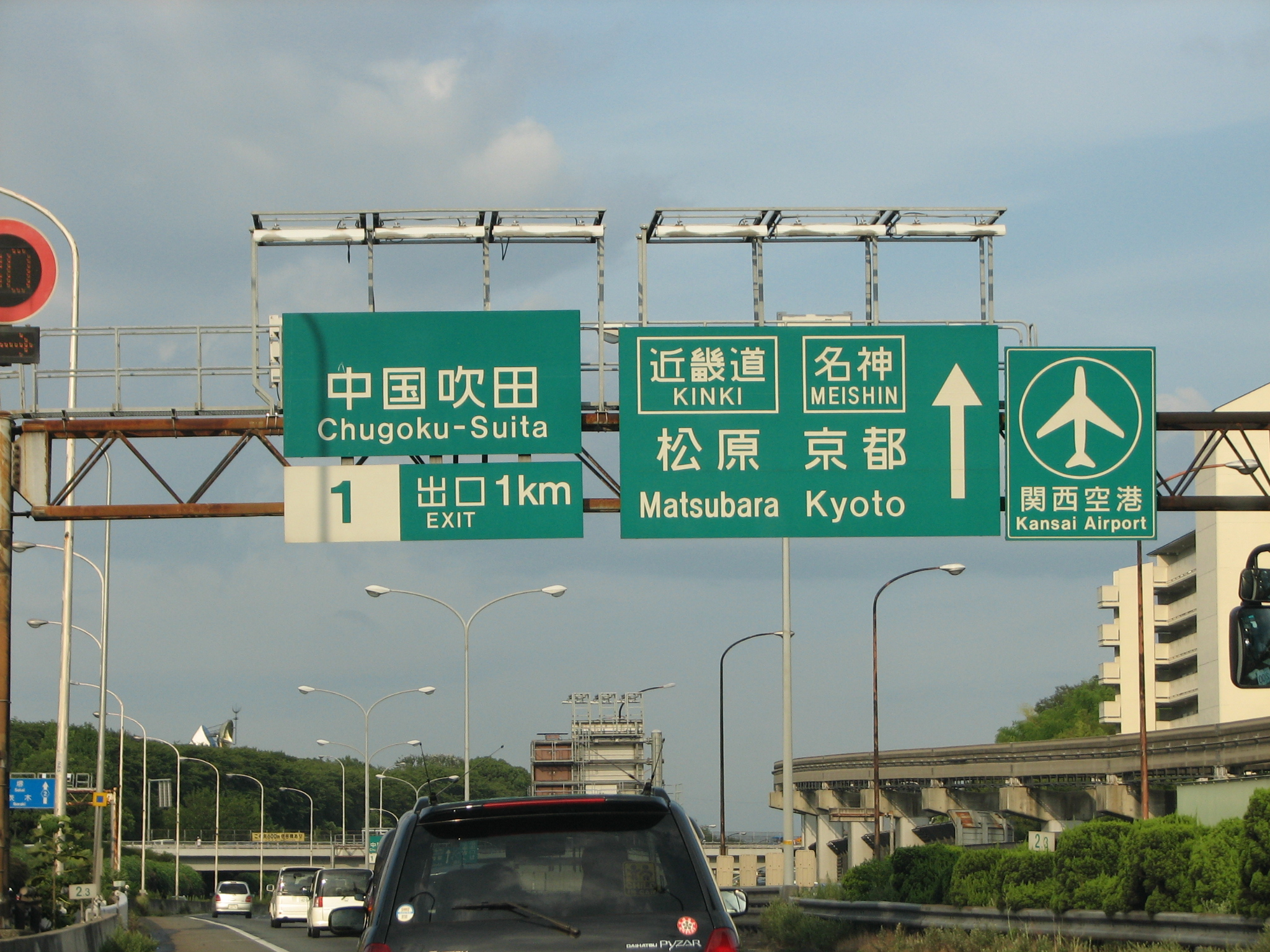
2008年当時の案内板。奥に太陽の塔が写っている。

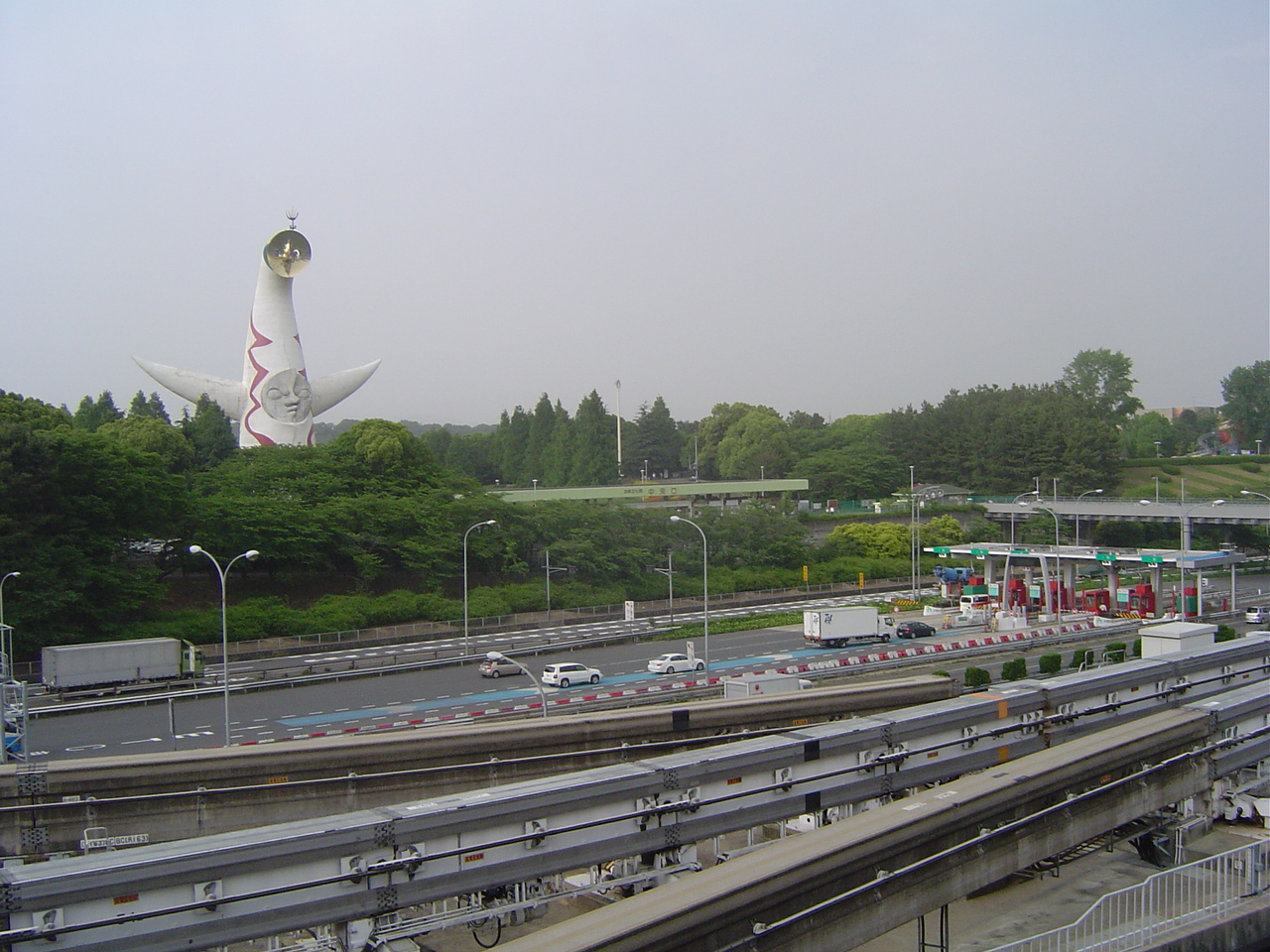
上り線料金所と万博記念公園・太陽の塔

中国吹田インターチェンジ（ちゅうごくすいたインターチェンジ）は、大阪府吹田市にある中国自動車道のインターチェンジ。構造上吹田IC/JCTと一体化していて、中国道の出入口としては下り方面（広島方面）へのハーフICとなっている（名神高速・近畿道方面へは吹田IC/JCTを利用する）。
なお、ここから宝塚方面は大都市近郊区間に指定されている。

## 概要
広島・岡山方面から大阪府北部や大阪市内(特に鶴見区・平野区など市東部)にアクセスするのに重要なICである。なお、吹田IC/JCTでは中国道と名神高速西宮方面との直接の相互利用は出来ないため、当ICの出口料金所を通過し高速道路を「一旦」降り、吹田ICの入口料金所を通過する形になる。
当初料金所は暫定的に中国豊中インターチェンジの本線部分に設置されていたが、大阪万博終了後、吹田ジャンクション（名神高速道路と直結するランプ）の供用に伴ってその外側に料金所ブースが設置された。

## 道路
- E2A 中国自動車道（1番）

## 接続する道路
- 大阪府道2号大阪中央環状線

## 料金所
- ブース数：10

### 入口
- ブース数：4
  - ETC専用：1
  - ETC・一般：1
  - 一般：2

### 出口
- ブース数：6
  - ETC専用：2
  - ETC・一般：2
  - 一般：2

## 歴史
- 1970年（昭和45年）3月1日：当IC-中国豊中IC間開通（開通当時は暫定2車線）[1]。
- 1979年（昭和54年）5月15日：吹田JCT-当IC間（名神高速道路京都方面との直結ランプ）開通。

## 周辺
- 万博記念公園
  - EXPOCITY [2]
  - 国立民族学博物館
  - 市立吹田サッカースタジアム
- 大阪高速鉄道万博記念公園駅

## 隣
E2A 中国自動車道
(35) 吹田JCT - (1) 中国吹田IC - (2) 中国豊中IC
大阪府道2号大阪中央環状線信号無し区間
進歩橋ランプ - 中国吹田IC - 宇野辺交差点